# Le Laboratoire de l'angoisse
Pour plus de détails, voir Fiche technique et Distribution.
Le Laboratoire de l'angoisse est un court métrage français réalisé par Patrice Leconte, sorti en 1971.

## Synopsis
Antoine, laborantin dans un labo d'analyses, n'a d'yeux que pour sa belle collègue, Mademoiselle Clara, qui est peu sensible à son amour. Alors qu'il rêve d'offrir sa main à Clara, Antoine, en plein désarroi devant cette froideur, ne prête plus attention à son travail et se brûle régulièrement avec acides et produits chimiques.

## Fiche technique
- Titre : Le Laboratoire de l'angoisse
- Réalisation : Patrice Leconte
- Scénario : Patrice Leconte
- Assistant : Luc Béraud
- Photographie : Jean Gonnet[1]
- Son : Alain Sempé
- Musique : Pierre Baudry
- Montage : Marguerite Renoir
- Production : Pierre Braunberger
- Société de production : Les Films de la Pléiade
- Pays d'origine :  France
- Format : couleur - 35 mm - 1,66:1
- Genre : comédie horrifique
- Durée : 11 minutes
- Date de sortie : 1971

## Distribution
- Michel Such : Antoine
- Marianne di Vettimo : Mademoiselle Clara
- Marcel Gotlib : un chimiste